# Bob Schreck
Pour les articles homonymes, voir Schreck.
Bob Schreck est un responsable éditorial et un éditeur de comics, de nationalité américaine, né en 1955.

## Biographie
Bob Schreck travaille dans un premier temps dans des conventions puis il est engagé par l'éditeur Comico. Dans les années 1990, il est responsable éditorial chez Dark Horse Comics. Là il est responsable de l'anthologie mensuelle Dark Horse Comics Presents. Il est aussi aux côtés de Frank Miller lorsque celui-ci réalise ses comics Sin City et 300. En 1997, il quitte Dark Horse et fonde Oni Press. En 1999, il rejoint DC Comics où il est responsable éditorial des comics de Batman. Il reste à ce poste pendant 10 ans. En 2009, il est engagé par IDW Publishing mais il n'y reste que deux ans. En 2011, il est engagé par Legendary Pictures pour s'occuper de leur division Legendary Comics qu'ils sont en train de créer. La première œuvre qu'il édite est Holy Terror de Frank Miller.

## Honneurs
- 1990 : Prix Inkpot
- 1995 : Prix Harvey de la meilleure anthologie pour Dark Horse Presents (avec Randy Stradley)
- 1997 : Prix Harvey de la meilleure anthologie pour Dark Horse Presents
- 1998 : Prix Harvey de la meilleure anthologie pour Dark Horse Presents (avec Jamie S. Rich)
- 1999 : Prix Harvey de la meilleure anthologie pour Oni Double Feature